# Bạch Ngọc, Nghệ An
Bạch Ngọc là một xã thuộc tỉnh Nghệ An, Việt Nam. Xã được hình thành trên cơ sở sáp nhập các xã Bồi Sơn, Giang Sơn Đông, Giang Sơn Tây và Bạch Ngọc của huyện Đô Lương trong đợt Sáp nhập tỉnh thành Việt Nam 2025.

## Địa lý
Xã Bạch Ngọc có vị trí địa lý:
- Phía Đông giáp xã Lương Sơn và xã Vân Du;
- Phía Nam giáp xã Đô Lương và xã Yên Xuân;
- Phía Tây giáp xã Anh Sơn Đông và xã Nghĩa Hạnh;
- Phía Bắc giáp xã Tân Kỳ.

Xã Bạch Ngọc có diện tích tự nhiên 72,20 km².

## Lịch sử
Ngày 1 tháng 12 năm 2024, theo Nghị quyết số 1243/NQ-UBTVQH15 của Uỷ ban thường vụ Quốc hội về việc sắp xếp đơn vị hành chính cấp huyện, cấp xã của tỉnh Nghệ An giai đoạn 2023 - 2025, thành lập xã Bạch Ngọc trên cơ sở nhập toàn bộ diện tích tự nhiên là 4,13 km2, quy mô dân số là 3.559 người của xã Ngọc Sơn và toàn bộ diện tích tự nhiên là 19,04 km2, quy mô dân số là 6.786 người của xã Lam Sơn.
Ngày 16 tháng 6 năm 2025, Xã Bạch Ngọc được thành lập theo Nghị quyết số 1678/NQ-UBTVQH15 của Ủy ban Thường vụ Quốc hội Việt Nam, ban hành ngày 16 tháng 6 năm 2025. Theo đó, sắp xếp toàn bộ diện tích tự nhiên, quy mô dân số của các xã Bồi Sơn, Giang Sơn Đông, Giang Sơn Tây và Bạch Ngọc thuộc huyện Đô Lương trước đây thành một xã mới có tên gọi là xã Bạch Ngọc. Trước đó, theo Đề án sắp xếp đơn vị hành chính cấp xã tỉnh Nghệ An, xã này là xã Đô Lương 2.
Sau sắp xếp xã có diện tích tự nhiên: 72,20 km², quy mô dân số: 29.021 người.

## Đặc điểm địa hình, khí hậu
Xã Ngọc Sơn là vùng Đồi núi cả Đồng Bằng, nằm dọc bờ sông Lam nên có nhiều thuận lợi đặc biệt là chế độ nước đảm bảo tưới tiêu cho sản xuất nông nghiệp cùng với một hệ thống kênh mương đã được bê tông hoá rải khắp địa bàn sản xuất đã tạo điều kiện thuận lợi cho sản xuất.
Lam Sơn nằm dọc tả ngạn dòng sông Lam, nổi tiếng với những dòng họ lớn như họ Lê Văn, họ Cao Tiến. Người Lam Sơn có nhiều nhân sĩ, trí thức học hành đỗ đạt cao và có địa vị xã hội từ xưa đến nay.
Lam Sơn có vị trí dễ phòng thủ do xung quanh được bao bọc bởi đồi núi và dòng sông Lam, chính vì vậy trong thời kỳ chống Mỹ nhiều cơ quan quan trọng của tỉnh Nghệ An được sơ tán về đóng trên đất Bạch Ngọc như bệnh viện, trạm điều dưỡng, Ty Công nghiệp, bưu điện, các trường học, nhà máy... Trường Huỳnh Thúc Kháng (Vinh 1) xưa kia cũng đã từng đứng chân một thời gian trên đất Lam Sơn, để lại một ký ức đẹp cho nhiều cá nhân ưu tú của trường và nhân dân nơi đây.
Lam Sơn đã được Nhà nước công nhận là xã anh hùng (Đơn vị anh hùng lực lượng vũ trang nhân dân - năm 2005), đóng góp nhiều sức người sức của trong hai cuộc kháng chiến chống thực dân, đế quốc.

## Di tích lịch sử
Đình Phúc Yên là nơi thờ thành hoàng làng và tiến sỹ Đặng Minh Bích, cũng là địa điểm hội họp, sinh hoạt văn hóa tâm linh của làng Phúc Yên, xã Ngọc Sơn. Trong thời kỳ cách mạng đình làng là cơ sở cách mạng của Đảng, gắn với nhiều sự kiện lịch sử chống Pháp, chống Mỹ. Hiện nay, đình vẫn giữ nguyên vẹn 3 tòa kiến trúc cổ và một số hiện vật quý, có giá trị về lịch sử, văn hóa.
Theo tài liệu lịch sử ghi lại, làng Mươn ở xã Bạch Đường (nay thuộc xã Ngọc Sơn) được khai mở, hình thành từ thời Lý, trải qua hàng trăm năm được bồi đắp bởi phù sa của sông Lam và công sức lao động của các thế hệ nơi đây đã phát triển thành làng Phúc Yên từ thời hậu Lê.
Khi làng xã phát triển, nhu cầu về hội họp, sinh hoạt văn hóa tín ngưỡng tăng lên, cư dân muốn xây dựng đình làng để làm nơi hội họp, cầu yên, cầu phúc…Nguyện vọng này sớm được các vị chức sắc và quần chúng nhân dân ủng hộ. Sau nhiều lần họp bàn, quyên góp, đình Phúc Yên đã được khởi công xây dựng vào năm 1812, dưới triều Vua Gia Long.
Hiện nay trong khuôn viên rộng gần 4.000 m2, đình làng Phúc Yên có các công trình: cửa cổng, hàng rào, nhà bia liệt sỹ xã Ngọc Sơn, sân vườn, bái đình, hậu cung, nhà nghè. Địa điểm xây dựng đình làng được chọn là nơi phù hợp với phong thủy địa lý, vì có thế "rồng chầu, hổ phục".
Di tích đình làng Phúc Yên trải qua hơn 200 năm tồn tại đã gắn với nhiều sự kiện lịch sử quan trọng của địa phương trong kháng chiến chống Pháp và chống Mỹ của xã Bạch Ngọc, huyện Đô Lương. Trong thời kỳ phong trào Văn Thân, Cần Vương chống Pháp, ở làng Phúc Yên, xã Bạch Ngọc đã có người đi theo nghĩa quân Trần Tấn, Đặng Như Mai...
Nhà bái đình có 5 gian, 2 hồi, 24 cột gỗ, diện tích xây dựng gần 200m2. Mái đình trang trí rồng, nguyệt, khung sườn làm bằng gỗ lim, vì kèo kết cấu chữ Đinh, có chạm khắc hoa lá theo mô típ kiến trúc truyền thống. Bái đình là nơi hội họp, sinh hoạt văn hóa tâm linh thờ Lý Nhật Quang của làng Phúc Yên nên trước đây có nhiều đồ thờ bằng gỗ, gốm, sứ. Phía trên có hoành phi: "Thượng hạ tôn ti, phi lễ bất định". Nghĩa là sinh hoạt ở đình phải có trật tự, phép tắc theo quy định của lệ làng, phép nước.
Sân sau đình có diện tích 34,41m2. Mặt sân thấp hơn nền nhà hậu cung 0,45m. Đây là không gian phụ để tạo sự thông thoáng cho đình làng.
Nhà hậu cung có 3 gian, 2 hồi, diện tích xây dựng 74,9m2, trang trí đẹp và kết cấu vững chắc. Mái đình đắp nổi "lưỡng long chầu nguyệt", góc mái trang trí hình con rồng mềm mại, khung sườn làm bằng gỗ lim có nhiều bộ phận chạm khắc rồng phượng, hoa lá rất sinh động. Bộ vì thiết kế theo kiểu tiền trụ, tam oai, chỉ có 2 cột cái, 1 cột con, 1 cột bồng. Kỹ thuật đục, ghép, đấu ở các cấu kiện gỗ thực hiện theo phương pháp sàm, mộng của nghề thủ công truyền thống xứ Nghệ. Hai bên nhà hậu cung treo câu đối: "Nghinh thọ nghiêu dân thế cửu yên/Hòa bình chu nhạ thần di phúc".
Lam Sơn là trung tâm của Bạch Ngọc xưa, vùng đất khá sầm uất, dân cư đông đúc, vì vậy có khá nhiều công trình văn hóa, tín ngưỡng như Chùa Bà Bụt (hay còn gọi là Tiên Tích Tự), đình Nhân Trung, đình Phúc Hậu, đình Trạc Thanh,... Qua thời gian và sự tàn phá của chiến tranh, việc di dân lập làng mới, nhiều di tích lịch sử - văn hóa bị phá hủy, hiện chỉ lại còn rất ít.
- Chùa Bà Bụt (Tiên Tích Tự) - Di tích Lịch sử Văn hóa cấp Quốc gia:

Chùa Bà Bụt nằm trong quần thể di tích lịch sử Đền Quả Sơn thờ Uy Minh Vương Lý Nhật Quang, là con trai của vua Lý Thái Tổ. Vào độ cuối tháng Giêng, cứ hai năm một lần (năm chẵn theo dương nhật lịch), trong vòng 3 ngày 19 - 21 tháng Giêng âm lịch, không khí Lễ hội Đền Quả Sơn tràn ngập khắp vùng Bạch Ngọc (3 xã Ngọc Sơn, Lam Sơn, Bồi Sơn). Đúng thời khắc cử hành phần lễ, du khách khắp miền đổ về đây kéo dài hàng cây số từ Đền Quả Sơn lên Chùa Bà Bụt. Tâm điểm của Lễ hội Đền Quả là Lễ rước kiệu Ngài Uy Minh Vương Lý Nhật Quang trên hành trình về Chùa Bà Bụt (Tạ ơn). Nét đặc sắc của Lễ hội Đền Quả là Rước Thuyền Rồng (thuyền làm bằng vật liệu composite - chế tạo cuối năm 2011 tại Hà Nội theo mẫu Festival của Bộ Văn hóa, Thể thao và Du lịch - mô phỏng thuyền gỗ có chạm trổ hình Rồng trong chiến trận thủy quân xưa, trong các cuộc hành quân của Ngài Uy Minh Vương Lý Nhật Quang, nghi lễ của người chỉ huy quân đội phong kiến được phong tước Vương).
Quần thể di tích đền thờ Uy Minh Vương Lý Nhật Quang ở Rú Quả (Quả Sơn thuộc xã Bồi Sơn) được xem là một trong tứ đại danh lam của miền Trung Việt Nam (Dân gian có câu: "Nhất Cờn, nhì Quả, tam Bạch Mã, tứ Chiêu Trưng"). Ngôi đền rất linh thiêng và được xếp hạng di tích lịch sử cấp quốc gia. Hàng năm có tế lễ vào tháng 2 âm lịch.
Chùa Bà Bụt (Tiên Tích Tự): 
Xưa kia là ngôi chùa lớn nằm trên khuôn viên 10 mẫu đất, chùa được xây dựng uy nghi cũng như ý nghĩa to lớn của nó gắn với lịch sử, địa lý vùng đất Bạch Đường nói riêng và xứ Nghệ nói chung. Quy mô và giá trị văn hóa của Tiên Tích Tự cho thấy nơi đây là một vùng đất có bề dày lịch sử văn hóa nghìn năm. Hiện tại, ngôi chùa chỉ còn lại một ngôi Tam bảo rất nhỏ, nằm cạnh bờ trái dòng Lam giang.
- Đình Phúc Hậu - Di tích lịch sử văn hóa cấp tỉnh:

Ngôi đình nguyên vẹn còn lại của xã, được xây dựng vào năm 1843. Đình là nơi hoạt động cách mạng của các chiến sĩ cộng sản thời kỳ 1930 - 1931 và Cách mạng Tháng 8 - 1945.
- Đình Nhân Trung:

Theo ký ức, đây là ngôi đình có kiến trúc uy nghi, cao lớn, tinh xảo bậc nhất vùng Bạch Ngọc xưa, đình có 36 cột toàn bộ bằng gỗ mít, đường kính một người ôm không xuể, có giá trị rất lớn về lịch sử,kiến trúc và văn hóa, tín ngưỡng của vùng, rất tiếc qua sự bào mòn của thời gian và việc không được giữ gìn, trùng tu đã khiến ngôi đình dần rơi vào quên lãng. Hiện nay, không còn dấu tích nào tồn tại ngoài vị trí nền đất của ngôi đình, nằm cạnh lối đi ra bến đò Nhân Trung.
- Hát đò đưa ví dặm:

Xưa, Bạch Ngọc bên bờ Lam giang thơ mộng là một vùng đất dân cư đông đúc, đậm đà bản sắc văn hóa, cùng với bên kia bờ sông (Bắc Sơn, Nam Sơn) tạo nên một trường thi ca lãng mạn giữa đôi bờ bằng những điệu đò đưa ví dặm mộc mạc đúng chất con người xứ Nghệ.
Chủ trương di dân tránh lũ, lấy đất ưu tiên sản xuất hoa màu, gần như xóa đi hình ảnh đẹp của một vùng đất, của những ngôi làng cổ mang đậm sắc màu văn hóa nông thôn xứ Nghệ xưa, nay chỉ còn trong tâm trí của những người đã ở tuổi xưa nay hiếm mà thôi.

## Con người
- Phúc An Hầu Đặng Trọng Quang
- GS,TSKH Cao Tiến Huỳnh; PGS,TS Cao Tiến Hinh; TS Đặng Minh Bích
- Thiếu tướng Cao Tiến Phiếm - Trợ lý Tổng bí thư; Thiếu tướng Cao Tiến Hinh - Cục trưởng Cục KHCN Bộ Quốc phòng.
- Anh hùng LLVT Lê Hữu Hòe
- Nhà văn Cao Tiến Lê